# Rothko Chapel (Komposition)
Rothko Chapel ist eine Komposition von Morton Feldman von circa 30 Minuten Dauer aus dem Jahr 1971.

## Besetzung
- Viola
- Celesta
- Perkussion
  - Pauken
  - Große Trommel
  - Vibraphon
  - Holzblock
  - Gong
  - Röhrenglocken
  - Tempelblock
  - Tenortrommel
- Chor
- Solosopran
- Soloalt[1]

## Aufbau
Feldman empfand, dass die Musik nach einer eine Folge stark kontrastierender verschmelzender Abschnitte verlangte, diese könnten laut ihm wie folgt charakterisiert werden:
1. eine recht lange deklamatorische Eröffnung
2. ein eher gleich bleibender “abstrakter” Teil für Chor und Röhrenglocken
3. ein motivisches Zwischenspiel für Sopran, Viola und Pauken
4. ein lyrisches Ende für Viola mit Vibraphonbegleitung, mit später in einem Collageneffekt einsetzenden Chor[2]

## Entstehung

### Morton Feldman und John de Menil
Auf der Party bei den de Menils anlässlich der Premiere von Merce Cunninghams neuer Choreographie von Summerspace für die Balanchine Company traf Morton Feldman erstmals auf John de Menil. Feldman schreibt, dass er von den de Menils bis zu diesem Abend nie etwas gehört hatte. Die meisten Gäste hätten außerdem nicht gewusst, dass er der Komponist von Summerspace sei. So sei er anonym aber nicht unglücklich auf der Party gewesen und hätte mindestens elf Gläser Champagner getrunken. Er hätte dann beim Herabgehen einer Wendeltreppe das Gleichgewicht verloren, sei aber ohne etwas von seinem Champagner zu vergießen die letzten sechs Stufen heruntergerutscht. John de Menil sei zu ihm gekommen und hätte gesagt, dass er jemanden, der so etwas vollbringt, kennenlernen müsse.

“He had a gentle radar for the unusal. A crazy idea, a beautiful idea, an irreverent or a religious idea, as long as it had some ‘guts and personality’ behind it, got immediate attention and, many times, immediate support. Even a heavy man gliding down a staircase with a champagne glass in his hand became a very good friend of his.”

„Er hatte ein feines Radar für das Ungewöhnliche. Eine verrückte Idee, eine schöne Idee, pietätlos oder religiös, solange nur etwas ‚Eier und Charakter‘ dahinter standen, bekamen seine sofortige Aufmerksamkeit und oft seine sofortige Unterstützung. Sogar ein dicker Mann, der eine Treppe mit einem Champagnerglas herunterutscht, wurde ein guter Freund von ihm.“

### Feldman und die Malerei
Zu Feldmans Freunden zählten die Künstler Jackson Pollock, Mark Rothko, Philip Guston, Franz Kline und Robert Rauschenberg. Er war begeisterter Kenner der zeitgenössischer Malerei der 1950er und 1960er Jahre und orientierte sein kompositorisches Schaffen zum Teil an künstlerischen Überlegungen der Malerei.

### Rothko Chapel

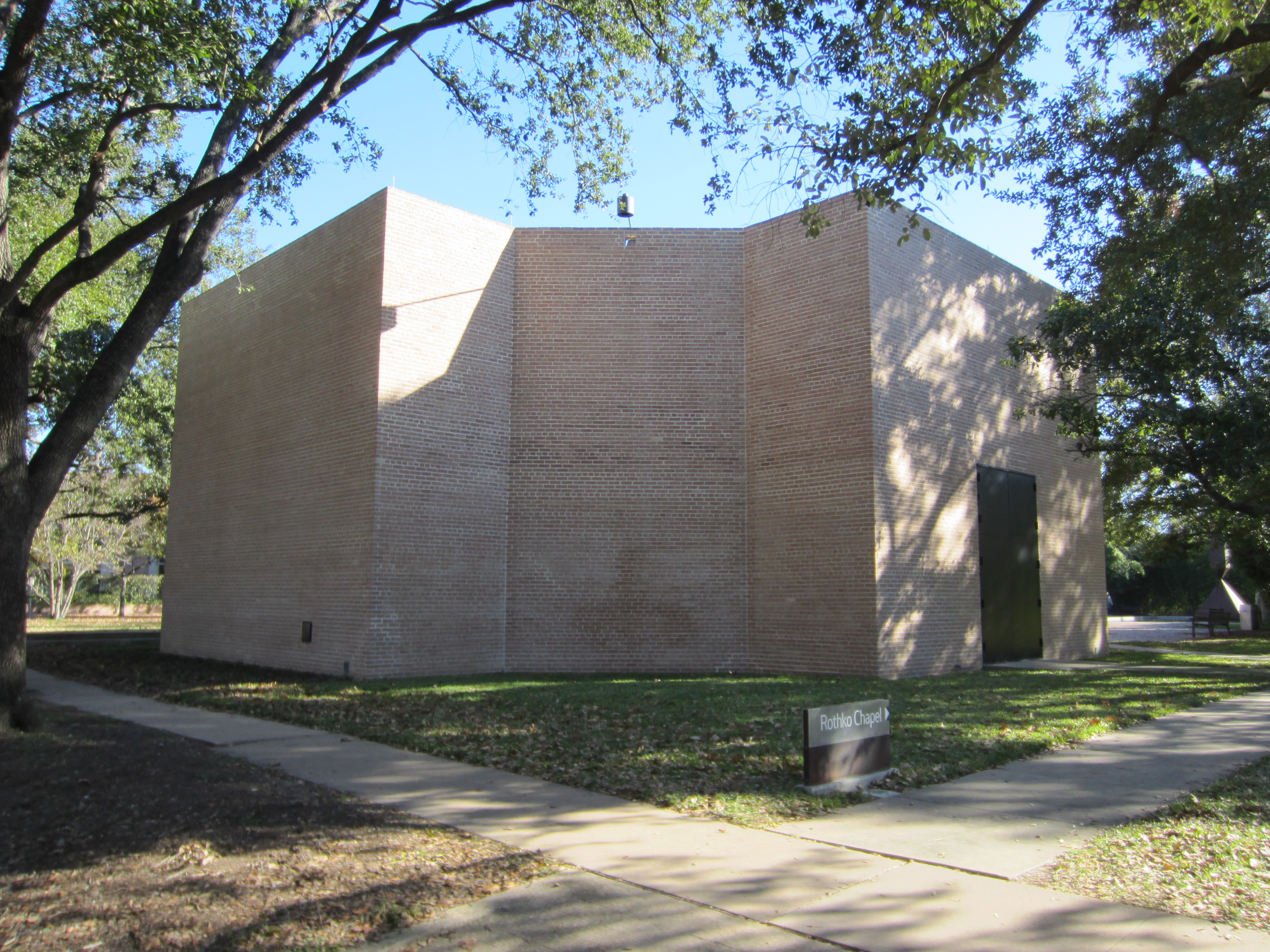
Rothko Chapel

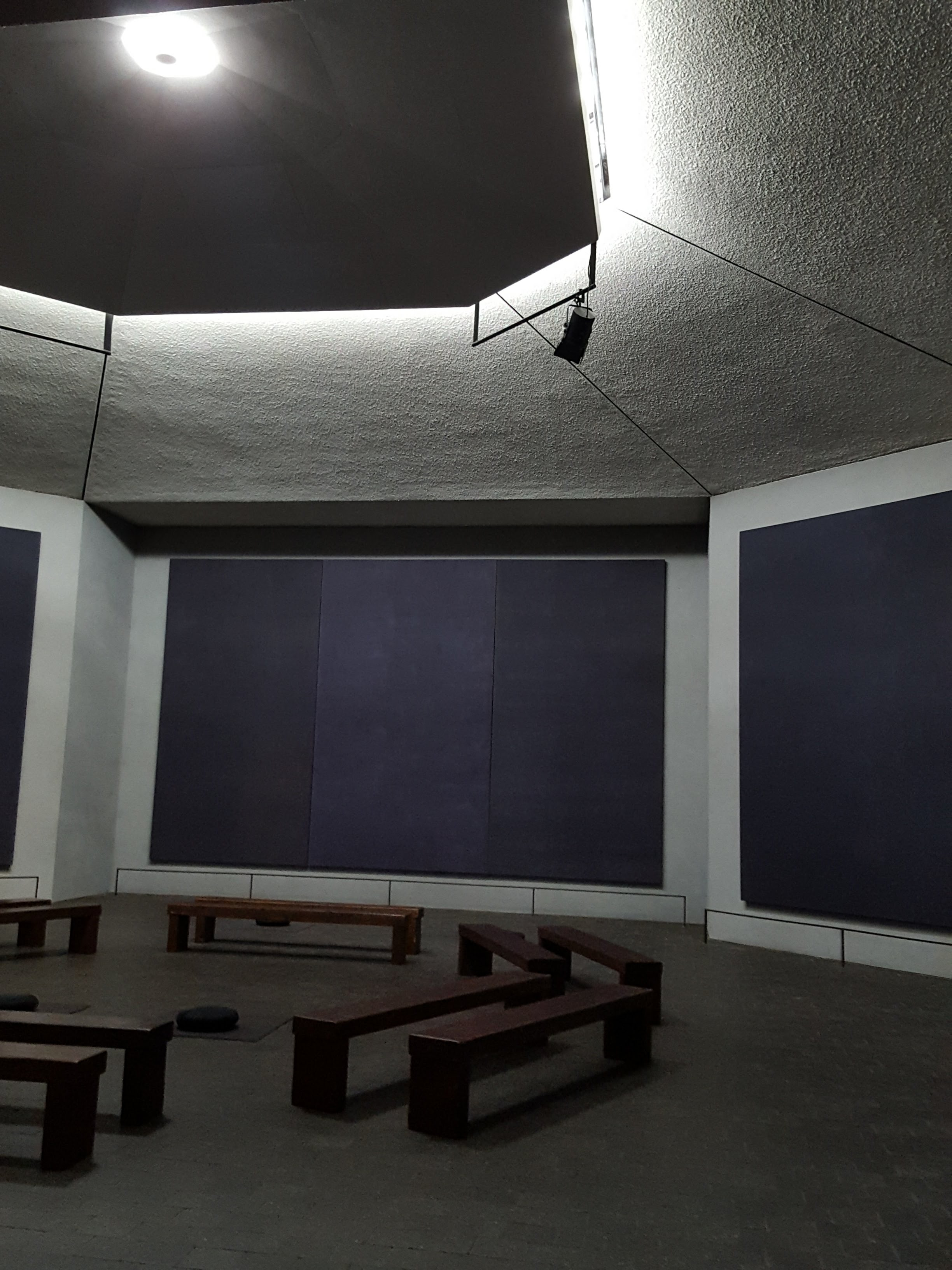
Rothko Chapel, Innenraum

Die Rothko Chapel wurde 1971 im Auftrag der de Menil Foundation in Houston (Texas, USA) gebaut. Als Architekten waren Philip Johnson, Howard Barnstone und Eugene Aubry tätig. Es handelt sich um ein relativ kleines, achteckiges, fensterloses Gebäude, das als interreligiöse Kapelle und Raum für Dialog und Gebet dient. Sie ist dem Künstler Mark Rothko gewidmet, der sich 1970 das Leben nahm. In ihr befinden sich 14 Wandgemälde des amerikanischen Malers, deren rote, schwarze und purpurne Farben je nach Lichteinfall variieren.

### Auftrag
Als Feldmann 1971 zur Eröffnungsfeier an der Rothko Chapel teilnahm, fragten ihn Dominique und John de Menil, ob er eine Komposition als Tribut an Mark Rothko schreiben wolle, die im darauffolgenden Jahr aufgeführt würde.

### Komposition
“To a large degree, my choice of instruments (in terms of forces used, balance and timbre) was affected by the space of the chapel as well as the paintings. Rothko’s imagery goes right to the edge of his canvas, and I wanted the same effect with the music – that it should permeate the whole octagonal-shaped room and not be heard from a certain distance.”

„Meine Auswahl der Instrumente im Hinblick auf Besetzungsumfang, Klangbalance und Klangfarbe wurde in hohem Maße bestimmt durch den Raum der Kapelle, aber auch durch die Bilder. Rothkos Darstellung geht direkt an die Grenze der Leinwand. Und ich wollte den selben Effekt mit der Musik erzielen. Sie sollte den gesamten achteckigen Raum durchdringen und nicht aus einer bestimmten Distanz gehört werden.“

Die Sopranmelodie schrieb Feldman am Tag von Igor Strawinskys Beerdigung in New York. Die Violamelodie, die gegen Ende des Stücks erklingt, schrieb Feldman im Alter von fünfzehn, als er während des Zweiten Weltkriegs die High School of Music and Art in New York besuchte. Bestimmte Intervalle im Stück repräsentieren den Klang einer Synagoge. Es gäbe weitere persönliche Bezüge, so Feldman, an die er sich aber nicht mehr erinnere.

## Uraufführung
Die Uraufführung fand am 9. April 1972 in der namensgebenden Rothko Chapel in Houston (Texas, USA) statt. Dirigiert von Maurice Peress spielte das Corpus Christi Symphony Orchestra und Karen Phillips als Soloviolistin.

## Aufnahmen
- Kim Kashkashian, Sarah Rothenberg, Steven Schick, Houston Chamber Choir, Robert Simpson: Rothko Chapel – Feldman. Satie, Cage, ECM Records, 2015

- Karen Phillips, James Holland, Gregg Smith Singers, Gregg Smith: Prophets of the New. Sony Masterworks, 2013.

- Christophe Desjardins, Collegium Novum Zürich, Jonathan Nott: Luciano Berio: Naturale & Chemins II / Morton Feldman: Rothko Chapel & The Viola in My Life. Aeon, 2005.

- Rupert Huber, SWR Vokalensemble Stuttgart: The Rothko Chapel/for Stefan Wolpe/Christian Wolff in Cambridge. SWR-Music, 2002.

- Klangforum Wien, Furrer, Moffat: Emergent, Rothko Chapel, Intégrales. Col Legno, 2000.

- Grup Instrumental de València, Joan Cerveró, Rozart, 2009.

- Morton Feldman: Rothko Chapel / Why Patterns? New Albion Records, 1991.[8]

## Varia
Fourteen Black Paintings von Peter Gabriel, 1992 auf dem Album Us erschienen, ist ein weiteres von der Rothko Chapel inspiriertes Musikstück.